# Esparza (Costa Rica)
Esparza ist eine Stadt in der Provinz Puntarenas in Costa Rica und ist die Kantonshauptstadt des gleichnamigen Kantons, der 5 Distrikte umfasst. Die Stadt hat Anschluss an die Panamericana.

## Geschichte
Esparza wurde im Jahr 1574 vom spanischen Konquistador Diego de Artieda Chirino y Uclés gegründet und ist eine der ältesten Städte in Costa Rica. Der Ort war durch den Hafen Caldera am Golf von Nicoya in die Handelsschifffahrt eingebunden und ein wichtiger Verkehrsknotenpunkt zwischen Costa Rica und Panama. Im 15. Jahrhundert wurde Esparza immer wieder von Piraten-Überfällen heimgesucht, wobei beim schlimmsten im Jahr 1687 ein großes Feuer alle Gebäude vernichtete und nur die Kirche übrig ließ. Schon vor den Überfällen war der Handel mit Panama allmählich unbedeutender geworden, und die meisten Bewohner verließen Esparza.
Im 19. Jahrhundert erlebte die Stadt eine zweite Blütezeit, weil sie an der Kaffee-Export-Route lag und außerdem die Eisenbahnlinie zwischen Puntarenas und San José den Ort durchquerte. 1878 änderte der costa-ricanische Präsident Tomás Guardia Gutiérrez den Namen der Stadt in Sparta. Erst 1973 erhielt Esparza wieder seinen ursprünglichen Namen.

## Wirtschaft
Die Wirtschaft der Stadt ist weitgehend agrarisch geprägt.

## Klima
Das Klima in Esparza ist tropisch.

## Sehenswürdigkeiten
Die größte Sehenswürdigkeit der Stadt ist die katholische Kirche, die noch aus der Kolonialzeit stammt. 

## Sport
Esparza ist bereits seit einigen Jahren Etappenort des internationalen Radrennens Vuelta a Costa Rica, das jährlich im Dezember stattfindet. Im Jahr 2011 wurde das Etappenrennen sogar in Esparza gestartet, wobei die örtliche Kirche Start- und Zielort eines Rundkurses war. 

## Söhne und Töchter der Stadt
- Saturnino Lizano Gutiérrez (1826–1905), Präsident von Costa Rica 1882